# Shaun Bajada
Pour les articles homonymes, voir Bajada.
Shaun Bajada, né le 19 août 1983 à Sannat à Malte, est un footballeur international maltais, évolue au poste de milieu défensif à Valletta FC depuis 2012.

## Biographie

### Sélection
Shaun Bajada est convoqué pour la première fois par le sélectionneur national Dušan Fitzel pour un match amical face à l'Arménie le 2 février 2008 (défaite 1-0). 
Il compte 33 sélections et 0 but avec l'équipe de Malte depuis 2008.

## Palmarès
- Birkirkara :
  - champion de Malte en 2010
  - vainqueur de la Coupe de Malte en 2008

- Valletta :
  - vainqueur de la Supercoupe de Malte en 2012.
  - champion de Malte en 2014